# Austrosaropogon celaenops
Austrosaropogon celaenops är en tvåvingeart som beskrevs av Daniels 1991. Austrosaropogon celaenops ingår i släktet Austrosaropogon och familjen rovflugor. Inga underarter finns listade i Catalogue of Life.